# Finkenberg
Finkenberg ist eine Gemeinde mit 1432 Einwohnern (Stand 1. Jänner 2024) im Zillertal und gehört zum Bezirk Schwaz in Tirol (Österreich). Die Gemeinde liegt im Gerichtsbezirk Zell am Ziller.

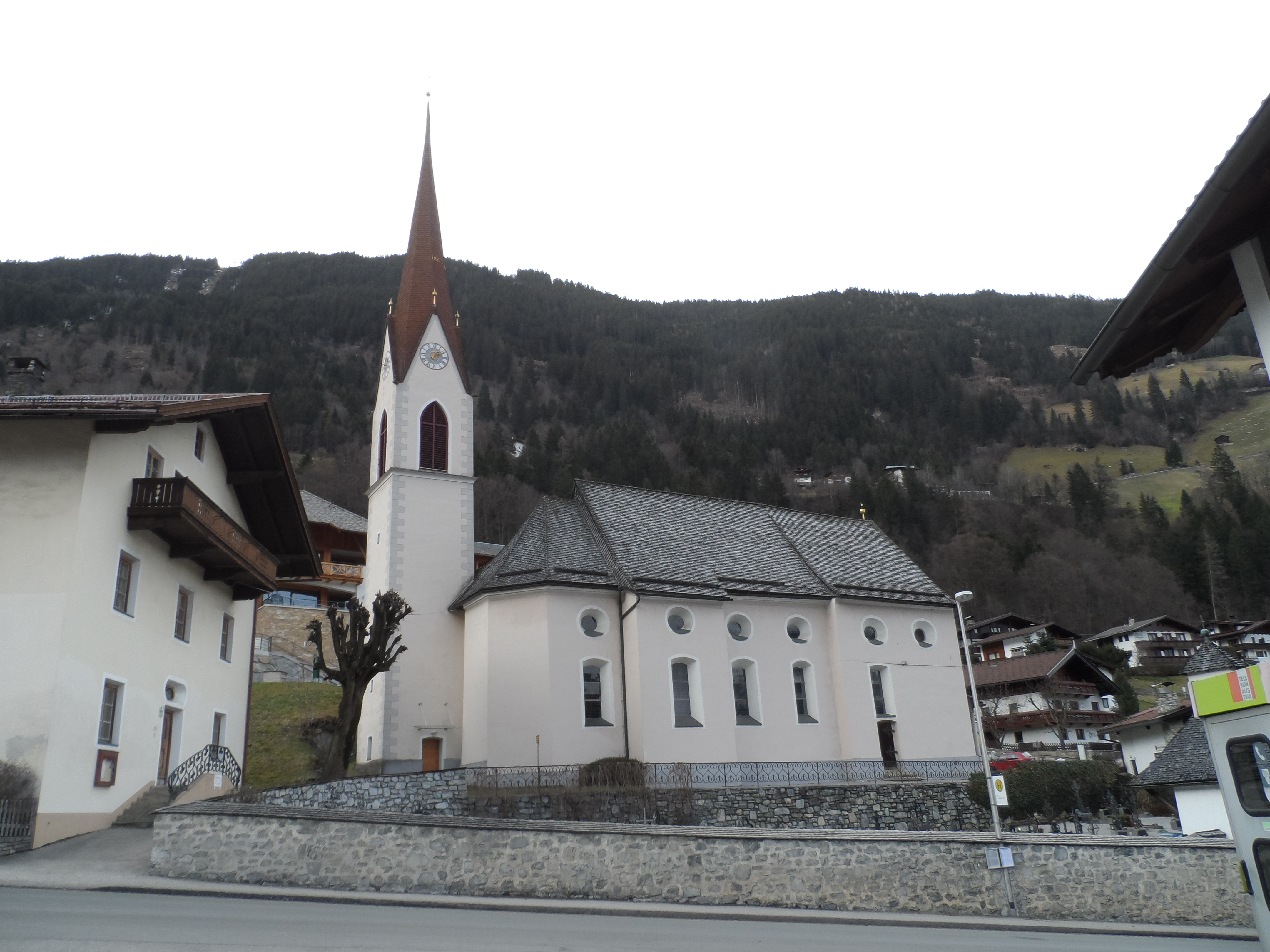
Pfarrkirche Finkenberg

## Geografie
Finkenberg liegt etwa drei Kilometer südwestlich von Mayrhofen, am Eingang zum Tuxertal, zwischen den Ausläufern des Penken und den Grinbergspitzen. Es ist nach Mayrhofen die flächenmäßig zweitgrößte Gemeinde des Zillertals. Das Gemeindegebiet umfasst unter anderem das Zemmtal westlich vom Zemmbach, einen Teil des Zemmgrunds, den Zamser Grund, der Schlegeisgrund mit dem Schlegeisspeicher, die Grenze zu Südtirol mit dem Schwarzenstein (3368 m), Großer Möseler (3480 m), dem Hochfeiler (3509 m), die Hohe Wand (3289 m) und an der Gemeindegrenze zu Schmirn der Olperer (3476 m). Im Gemeindegebiet befinden sich mehrere Kees (Gletscher).
Die Gemeinde hat eine Fläche von 172 Quadratkilometer. Davon sind drei Prozent landwirtschaftliche Nutzfläche, 22 Prozent Wald und 15 Prozent Almen. Beinahe sechzig Prozent sind hochalpines Gebiet.

### Gemeindegliederung
Das Gemeindegebiet umfasst folgende zwei Ortschaften (Einwohner Stand 1. Jänner 2024):
- Ginzling (206)
- Finkenberg (1226)

Zur Gemeinde gehören die Weiler und Höfe Altenstall, Astegg, Au, Bösdornau, Brunnhaus, Dorf, Dornau, Enntal, Freithof, Greut, Gschößwand, Gstan, Hochsteg, Innerberg, Kohlstatt, Lindtal, Mooslau, Persal, Stein, Tal, Tiefental, Tuxegg und Zellberger.
Dornauberg-Ginzling hat ein für Tirol besonderes Statut: der Ortsteil Dornauberg links des Zemmbachs gehört zu Finkenberg, während Ginzling rechts des Zemmbachs zu Mayrhofen gehört. Ginzling hat einen eigenen Ortsvorsteher. Der Zemmbach bildet auch die Grenze zwischen der Diözese Innsbruck westlich davon und der Erzdiözese Salzburg östlich.

### Nachbargemeinden
| Tux          | Schwendau                                   |           |
| Schmirn Vals | Kompassrose, die auf Nachbargemeinden zeigt | Mayrhofen |
| Pfitsch      | Mühlwald                                    | Ahrntal   |

## Geschichte
Aus dem hinteren Zillertal liegen bisher keine vor- oder frühgeschichtlichen Funde vor, dennoch lassen die Ortsnamen auf eine vorchristliche Besiedelung schließen. Recht zahlreich sind die von den Rätoromanern geprägten Ortsnamen wie Floite, Pfurtschell, Draslar, Zemmtal, Zamsertal. Die erste urkundliche Erwähnung des Namens „Vinkenperg“ datiert auf 1389 in einer Urkunde des Rattenberger Servitenklosters. Ca. 1400 ist Vinchenberg und 1657 Finckhenperg nachgewiesen. Der Name ist abgeleitet vom Personennamen eines Siedlers namens Finko, althochdeutsch der Übername eines Mannes mit froher, unbeschwerter Gemütsart, die man auch dem im Gemeindewappen aufscheinenden Vogel zuschreibt.
Die Bewohner von Finkenberg gehörten von Anfang an zur Pfarre Fügen. Wegen der großen Entfernung wurde am Ende des 15. Jahrhunderts in Finkenberg eine hölzerne Kapelle errichtet. Im Jahr 1634 wurde diese durch eine kleine gemauerte Kirche ersetzt. Die heutige Kirche wurde 1720 errichtet, und im 19. Jahrhundert erweitert.
Mehrere Jahrhunderte lang hatte der Ort auch eine gewisse Bedeutung durch den Verkehr über das Pfitscher Joch. So wird Finkenberg im Jahr 1779 als Hauptmannschaft des Gerichtes Zell erwähnt.
Bis ins 19. Jahrhundert war es eine Bauerngemeinde, erst mit dem einsetzenden Tourismus änderte sich die Situation. Auch im Tuxer Magnesitwerk fanden von 1920 bis 1976 viele Finkenberger eine Arbeit. Durch den Friedensvertrag von St. Germain wurde 1919 der Schlegeisgrund von der Gemeinde St. Jakob in Pfitsch der Gemeinde Finkenberg zugeschlagen (dieses Gebiet dient den Bauern von St. Jakob noch heute als Alm- und Weidegebiet). Nach dem Zweiten Weltkrieg hat sich Finkenberg von einer landwirtschaftlich dominierten Gemeinde zu einer vom Fremdenverkehr lebenden Gemeinde entwickelt. Dazu trug auch die Erschließung des Schigebietes Penken wesentlich bei.

### Bevölkerungsentwicklung

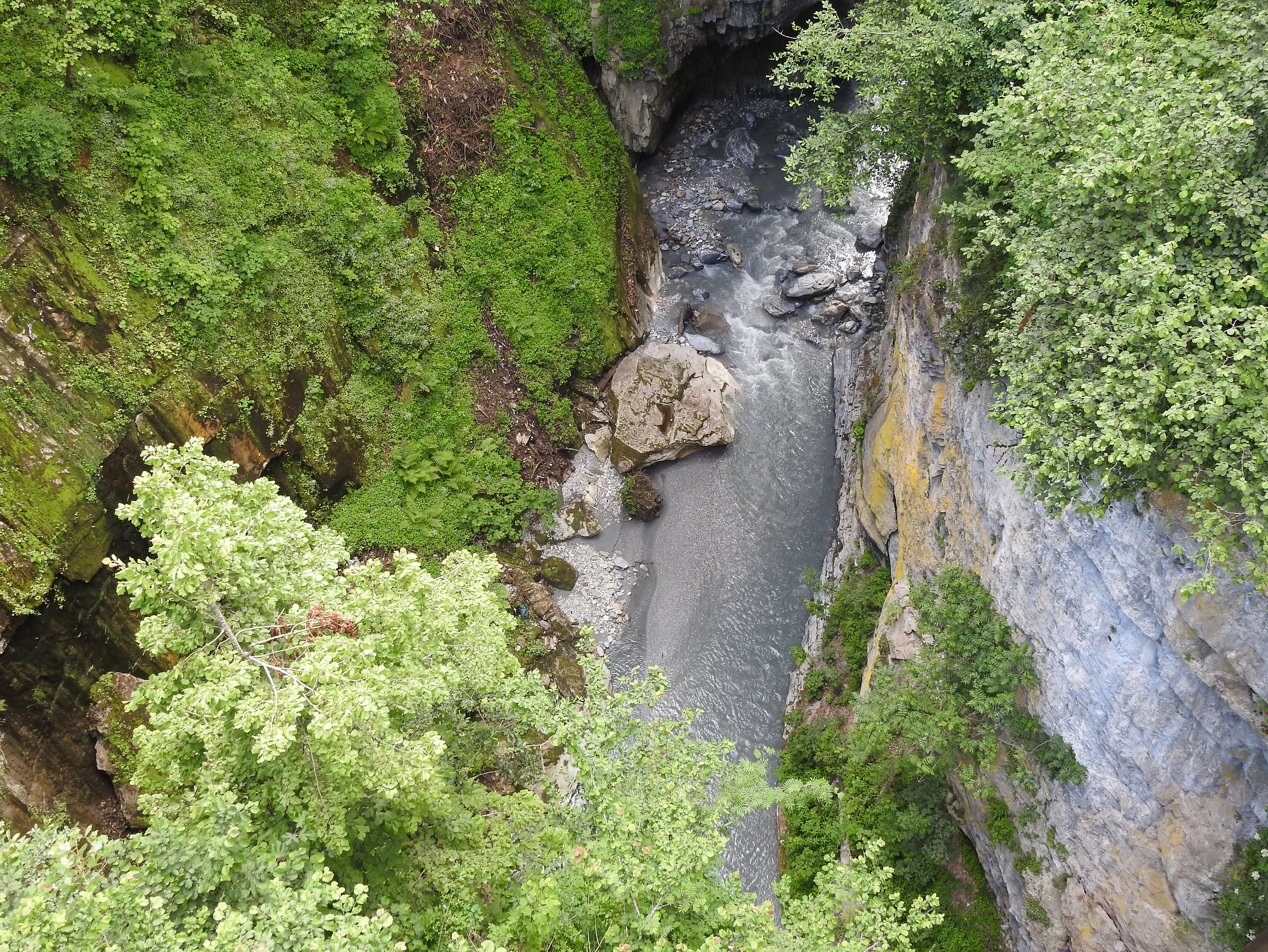
Geschützter Landschaftsteil Glocke

| Finkenberg: Einwohnerzahlen von 1869 bis 2024       | Finkenberg: Einwohnerzahlen von 1869 bis 2024 | Finkenberg: Einwohnerzahlen von 1869 bis 2024 | Finkenberg: Einwohnerzahlen von 1869 bis 2024 | Finkenberg: Einwohnerzahlen von 1869 bis 2024 |
| --------------------------------------------------- | --------------------------------------------- | --------------------------------------------- | --------------------------------------------- | --------------------------------------------- |
| Jahr                                                |                                               |                                               |                                               | Einwohner                                     |
| 1869                                                | 1869                                          |                                               | 778                                           | 778                                           |
| 1880                                                | 1880                                          |                                               | 666                                           | 666                                           |
| 1890                                                | 1890                                          |                                               | 700                                           | 700                                           |
| 1900                                                | 1900                                          |                                               | 735                                           | 735                                           |
| 1910                                                | 1910                                          |                                               | 747                                           | 747                                           |
| 1923                                                | 1923                                          |                                               | 698                                           | 698                                           |
| 1934                                                | 1934                                          |                                               | 854                                           | 854                                           |
| 1939                                                | 1939                                          |                                               | 957                                           | 957                                           |
| 1951                                                | 1951                                          |                                               | 962                                           | 962                                           |
| 1961                                                | 1961                                          |                                               | 1.065                                         | 1.065                                         |
| 1971                                                | 1971                                          |                                               | 1.296                                         | 1.296                                         |
| 1981                                                | 1981                                          |                                               | 1.380                                         | 1.380                                         |
| 1991                                                | 1991                                          |                                               | 1.490                                         | 1.490                                         |
| 2001                                                | 2001                                          |                                               | 1.521                                         | 1.521                                         |
| 2011                                                | 2011                                          |                                               | 1.493                                         | 1.493                                         |
| 2021                                                | 2021                                          |                                               | 1.427                                         | 1.427                                         |
| 2024                                                | 2024                                          |                                               | 1.432                                         | 1.432                                         |
| Quelle(n): Statistik Austria, Gebietsstand 1.1.2021 |                                               |                                               |                                               |                                               |

## Kultur und Sehenswürdigkeiten
- Katholische Pfarrkirche Dornauberg Mariä Himmelfahrt
- Katholische Pfarrkirche Finkenberg hl. Leonhard
- Geschützter Landschaftsteil Glocke[7]

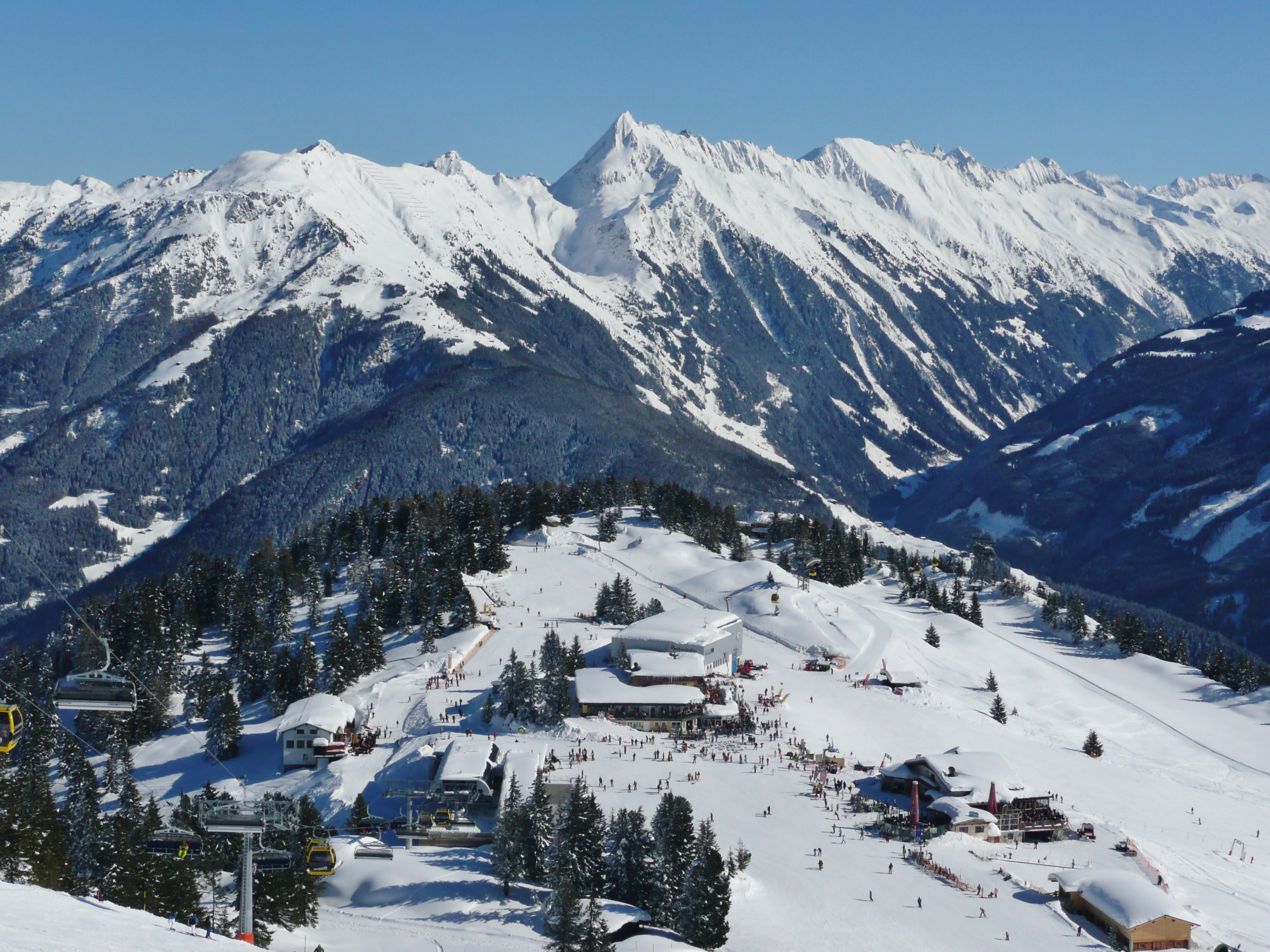
Bergstation Penkenbahn

## Wirtschaft und Infrastruktur
Finkenberg ist mit dem Skigebiet Penken (Zillertal 3000) stark touristisch geprägt. Ginzling positioniert sich für Bergsteiger als Alternative für sanften Tourismus. In den hinteren Gründen dominiert die Almwirtschaft und die Energiewirtschaft (Speicher Schlegeis).

### Wirtschaftssektoren
Von den 69 landwirtschaftlichen Betrieben des Jahres 2010 wurden 20 im Haupt-, 34 im Nebenerwerb, fünf von Personengemeinschaften und zehn von juristischen Personen geführt. Diese zehn bewirtschafteten mehr als die Hälfte der Flächen. Im Produktionssektor waren 49 der 65 Erwerbstätigen in der Bauwirtschaft tätig. Der wichtigste Arbeitgeber im Dienstleistungssektor war der Bereich Beherbergung und Gastronomie mit 175 Mitarbeitern, gefolgt von freiberuflichen Dienstleistungen (28), Verkehr (25) und sozialen und öffentlichen Diensten (23 Mitarbeiter).
| Wirtschaftssektor            | Anzahl Betriebe | Anzahl Betriebe | Erwerbstätige | Erwerbstätige |
| Wirtschaftssektor            | 2011            | 2001            | 2011          | 2001          |
| ---------------------------- | --------------- | --------------- | ------------- | ------------- |
| Land- und Forstwirtschaft 1) | 69              | 74              | 39            | 48            |
| Produktion                   | 12              | 14              | 65            | 70            |
| Dienstleistung               | 108             | 102             | 279           | 225           |

1) Betriebe mit Fläche in den Jahren 2010 und 1999

### Arbeitsmarkt, Pendeln
Im Jahr 2011 lebten 694 Erwerbstätige in Finkenberg. Davon arbeiteten 249 in der Gemeinde, beinahe zwei Drittel pendelten aus.

### Tourismus
Die Anzahl der Übernachtungen stieg von 380.000 im Jahr 2010 auf 417.000 im Jahr 2019. Der Jahresverlauf zeigt zwei Spitzen, eine höhere mit 63.000 Übernachtungen im Februar und eine kleinere mit 50.000 im August. Kaum Übernachtungen gibt es im Mai (5000) und im November (12.000).

### Verkehr
Finkenberg ist über die Zillertalstraße und die Tuxer Straße erreichbar. Die Zillertalbahn verkehrt bis Mayrhofen, von dort aus besteht Busverkehr.

## Politik

### Gemeinderat
In den Gemeinderat werden 13 Vertreter gewählt.
| Partei                   | 2022  | 2022    | 2016  | 2016    | 2010  | 2010    | 2004  | 2004    |
| Partei                   | %     | Mandate | %     | Mandate | %     | Mandate | %     | Mandate |
| ------------------------ | ----- | ------- | ----- | ------- | ----- | ------- | ----- | ------- |
| Frischer Wind            | 45,91 | 6       | 43,60 | 6       | 23,65 |         |       |         |
| Zukunft für Finkenberg   | 29,26 | 4       | 23,18 | 3       | 24,75 |         | 19,52 | 2       |
| Liste Dornauberg         | 24,83 | 3       | 18,22 | 2       | 12,71 |         | 13,48 | 2       |
| Heimatliste Finkenberg   |       |         | 14,99 | 2       | 20,99 |         | 34,51 | 5       |
| Finkenberg bewegt        |       |         |       |         | 17,90 |         |       |         |
| Gemeinsam für Finkenberg |       |         |       |         |       |         | 16,75 | 2       |
| Pro Finkenberg           |       |         |       |         |       |         | 15,74 | 2       |

### Bürgermeister
Bürgermeister von Finkenberg waren:
- bis 1908 Johann Eberl
- 1908–1911 Josef Erler
- 1911–1919 Ludwig Hotter
- 1919–1922 Josef Stock
- 1922–1925 Andreas Kröll
- 1925–1928 Friedrich Eberharter
- 1928–1929 Andreas Kröll
- 1929–1935 Josef Stock
- 1935–1938 Jakob Eberl
- 1938–1945 Rudolf Eberl
- 1945–1956 Jakob Eberl
- 1956–1956 Andreas Stock
- 1956–1971 Hermann Huber
- 1971–1988 Wilhelm Haag
- 1988–2016 Mathias Eberl

Bürgermeister von Finkenberg ist Andreas Kröll.

### Wappen
Der Gemeinde wurde 1972 folgendes Wappen verliehen: Auf grünem Dreiberg ein zum Flug ansetzender nach rechts gewendeter Fink auf goldenem Grund.
Das Wappen versinnbildlicht als redendes Wappen den Namen der Gemeinde. Die Gemeindefarben sind Gelb-Grün.

## Persönlichkeiten
- Horst Fankhauser (* 1944), Bergsteiger
- Richard Kröll (1968–1996), Skirennläufer
- Peter Steinlechner (* 1953), ehemaliger Leadsänger der Schürzenjäger

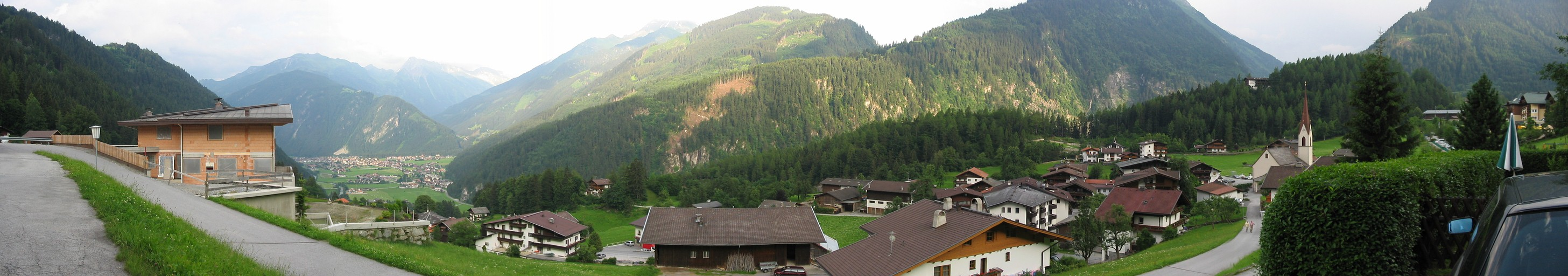
Panoramaansicht von Finkenberg aus gesehen

- Leonhard Stock (* 1958), Skirennläufer
- Marie-Therese Sporer (* 1996), Skirennläuferin
- Lena Wechner (* 2000), Skirennläuferin